# Bremslokomotive
Eine Bremslokomotive ist eine Lokomotive, die hauptsächlich zu dem Zweck verwendet wird, einen Eisenbahnzug als Anhängelast zu simulieren oder als Belastung für Leistungsermittlungen an einer anderen Lokomotive zu dienen.
Bremslokomotiven haben besonders leistungsfähige Bremseinrichtungen wie die Riggenbach-Gegendruckbremse bei Dampflokomotiven oder die Widerstandsbremse bei Elektrolokomotiven. Ebenso eignen sich Lokomotiven mit Drehstromantrieb als Bremsloks.
Bei Belastungsversuchen wird der Versuchszug von der zu prüfenden Lokomotive geführt. Dahinter ist ein Messwagen angeordnet, der die Zugkräfte aufzeichnet. Die Bremslokomotive hilft anfangs beim Beschleunigen des Zuges auf die vorgesehene Geschwindigkeit, setzt aber später ihre Bremsen ein, um die Anhängelast weiterer Fahrzeuge zu simulieren. Festgehalten wird die Anhängelast, bei der die ziehende Lokomotive die Geschwindigkeit des Versuchszuges noch halten kann.